# 卡斯塔尼托
卡斯塔尼托（義大利語：Castagnito），是意大利库内奥省的一个市镇。总面积7平方公里，人口2128人，人口密度304.0人/平方公里（2009年）。ISTAT代码为004046。